# Acartia adriatica
Acartia adriatica is een eenoogkreeftjessoort uit de familie van de Acartiidae. De wetenschappelijke naam van de soort is voor het eerst geldig gepubliceerd in 1910 door Steuer.